# Grön eremit
Grön eremit (Phaethornis guy) är en fågel i familjen kolibrier.

## Utseende
Grön eremit är en stor kolibri med långa vitspetsade centrala stjärtpenmnor. Hanen är helt blågrön, medan honan har grå buk, grön rygg och tydliga strimmor i ansiktet. Näbben är mycket lång och nedåtböjd.

## Utbredning och systematik
Grön eremit delas in i fyra underarter med följande utbredning:
- Phaethornis guy guy – förekommer i nordöstra Venezuela och på Trinidad
- Phaethornis guy coruscus – förekommer främst i subtropiska Costa Rica, Panama och nordvästra Colombia
- Phaethornis guy emiliae – förekommer i stora dalgångar i västra centrala Colombia
- Phaethornis guy apicalis – förekommer i Andernas östsluttning i norra Colombia, nordvästra Venezuela och östra Peru

## Levnadssätt
Grön eremit förekommer i skogsområden, men besöker också kolibrimatningar vid skogsbryn. Den är svår att få syn på när den flyger snabbt genom skogens undervegetation, för att tillfälligt stanna till vid blommor för att födosöka efter nektar.

## Status och hot
Arten har ett stort utbredningsområde, men tros minska i antal, dock inte tillräckligt kraftigt för att den ska betraktas som hotad. Internationella naturvårdsunionen IUCN listar arten som livskraftig (LC). Beståndet uppskattas till i storleksordningen en halv miljon till fem miljoner vuxna individer.

## Namn
Fågelns vetenskapliga artnamn hedrar en J. Guy, fransk amatörsamlare av specimen.